# بنوا كولومب
بنوا كولومب هو أحيائي كندي، ولد في 1958 في غرانبي في كندا.